# Мустель Евальд Рудольфович
Евальд Рудольфович Мустель (21 травня (3 червня) 1911, Севастополь — 10 квітня 1988, Москва) — радянський астроном, член-кореспондент Академії наук СРСР (від 23 жовтня 1953).

## Біографія
Родився в Севастополі. У 1935 закінчив Московський університет. У 1935—1950 працював у Державному астрономічному інституті ім. П. К. Штернберга та Московському університеті (з 1944 — доктор фізико-математичних наук і професор), в 1946—1960 — співробітник Кримської астрофізичної обсерваторії АН СРСР. З 1957 працює в Астрономічній раді АН СРСР (з 1963 — голова). Член КПРС з 1964.
Основні наукові роботи відносяться до різних проблем фізики Сонця, зоряних атмосфер, нових і наднових зірок, а також до проблеми сонячних корпускулярних потоків і їхнього впливу на магнітосферу і атмосферу Землі. Розробив теорію променистої рівноваги зоряних атмосфер для коефіцієнта поглинання, що залежить від частоти, і побудував теорію фотосфер зірок з ефективними температурами від 10000 до 20000 K. Запропонував модель спалаху нової зірки, згідно з якою її головна оболонка викидається відразу ж після максимуму блиску зірки під дією ударної хвилі, що йде зсередини. Припустив, що «полярні шапки» в будові оболонок деяких нових можуть бути пояснені наявністю у цих зірок (білих карликів) сильних магнітних полів дипольного характеру. Побудував модель наднової зірки I типу поблизу максимуму блиску, згідно з якою «залишок» наднової оточений оболонкою, котра віддаляється від нього з дуже великим градієнтом швидкостей порядку швидкості розширення оболонки (в середньому 10000 км/с). Вперше оцінив розміри наднових зірок I типу в момент максимуму блиску (близько 2•1015 см). Ототожнив в спектрах цих зірок сильні лінії C, N, O, прийшов до висновку, що наявна всередині оболонки стратифікація елементів (уздовж радіуса) відповідає вибуху масивної зірки, яко далеко проеволюціонувала. Встановив, що активні області на Сонці є одним з основних джерел посиленого корпускулярного випромінювання (сонячного вітру). На підставі аналізу даних про наземний атмосферний тиск за період 1880—1974 спільно з В. Є. Чортопрудом і Н. Б. Мулюковою знайшов, що входження Землі в сонячний корпускулярний потік супроводжується збільшенням нестійкості земної атмосфери і посиленням атмосферної циркуляції. Автор монографії «Зоряні атмосфери» (1960).
Головний редактор «Астрономічного журналу» (з 1965).
Віце-президент Міжнародного астрономічного союзу (1970—1976).
Лауреат Сталінської премії третього ступеня (1952), перший лауреат премії ім. А. А. Бєлопольського АН СРСР (1981).
На честь науковця названо астероїд 2385 Мустель.